# Ogończyki (ptaki)
Ogończyki (Synallaxinae) – podrodzina ptaków z rodziny garncarzowatych (Furnariidae). 

## Występowanie
Podrodzina obejmuje gatunki występujące w krainie neotropikalnej – południowo-wschodnim Meksyku, Ameryce Centralnej i Południowej.

## Systematyka
Do podrodziny należą następujące rodzaje:
- Premnoplex Cherrie, 1891
- Margarornis Reichenbach, 1853
- Aphrastura Oberholser, 1899
- Sylviorthorhynchus Gay, 1845
- Leptasthenura Reichenbach, 1853
- Anumbius d’Orbigny & Lafresnaye, 1838 – jedynym przedstawicielem jest Anumbius annumbi (Vieillot, 1817) – chrustownik
- Coryphistera Burmeister, 1860 – jedynym przedstawicielem jest Coryphistera alaudina Burmeister, 1860 – rudogonek
- Phacellodomus Reichenbach, 1853
- Hellmayrea Stolzmann, 1926 – jedynym przedstawicielem jest Hellmayrea gularis (Lafresnaye, 1843) – andoogończyk
- Asthenes Reichenbach, 1853
- Acrobatornis Pacheco, Whitney & Gonzaga, 1996 – jedynym przedstawicielem jest Acrobatornis fonsecai Pacheco, Whitney & Gonzaga, 1996 – koralonóżek
- Metopothrix P.L. Sclater & Salvin, 1866 – jedynym przedstawicielem jest Metopothrix aurantiaca P.L. Sclater & Salvin, 1866 – złotoliczek
- Xenerpestes von Berlepsch, 1886
- Siptornis Reichenbach, 1853 – jedynym przedstawicielem jest Siptornis striaticollis (Lafresnaye, 1843) – białobrewik
- Thripophaga Cabanis, 1847
- Limnoctites Hellmayr, 1925
- Cranioleuca Reichenbach, 1853
- Spartonoica J.L. Peters, 1950 – jedynym przedstawicielem jest Spartonoica maluroides (d’Orbigny, 1837) – widlaczek
- Pseudoseisura Reichenbach, 1853
- Pseudasthenes Derryberry, Claramunt, O’Quin, Aleixo, Chesser, Remsen, Jr. & Brumfield, 2010
- Mazaria Claramunt, 2014 – jedynym przedstawicielem jest Mazaria propinqua (von Pelzeln, 1859) – ogończyk długodzioby
- Schoeniophylax Ridgway, 1909 – jedynym przedstawicielem jest Schoeniophylax phryganophilus (Vieillot, 1817) – złotobrodzik
- Certhiaxis Lesson, 1844
- Synallaxis Vieillot, 1818